# Tom Kempers
Tom Kempers, né le 1er juin 1969 à Bussum, est un ancien joueur néerlandais de tennis.

## Palmarès

### Titres en double messieurs
| No | Date       | Nom et lieu du tournoi                       | Catégorie    | Dotation  | Surface         | Partenaire     | Finalistes                    | Score         |  |
| -- | ---------- | -------------------------------------------- | ------------ | --------- | --------------- | -------------- | ----------------------------- | ------------- |  |
| 1  | 23-09-1991 | Campionati Internazionali di Sicilia Palerme | World Series | 270 000 $ | Terre (ext.)    | Jacco Eltingh  | Emilio Sánchez Javier Sánchez | 3-6, 6-3, 6-3 |  |
| 2  | 26-09-1994 | Campionati Internazionali di Sicilia Palerme | World Series | 290 000 $ | Terre (ext.)    | Jack Waite     | Neil Broad Greg Van Emburgh   | 7-6, 6-4      |  |
| 3  | 09-03-1998 | Copenhagen Open Copenhague                   | Int' Series  | 210 000 $ | Moquette (int.) | Menno Oosting  | Jan Siemerink Brett Steven    | 6-4, 7-6      |  |
| 4  | 27-07-1998 | Generali Open Kitzbühel                      | Int' Series  | 500 000 $ | Terre (ext.)    | Daniel Orsanic | Joshua Eagle Andrew Kratzmann | 6-3, 6-4      |  |

### Finales en double messieurs
| No | Date       | Nom et lieu du tournoi                                  | Catégorie    | Dotation  | Surface      | Vainqueurs                     | Partenaire       | Score    |  |
| -- | ---------- | ------------------------------------------------------- | ------------ | --------- | ------------ | ------------------------------ | ---------------- | -------- |  |
| 1  | 01-10-1990 | Athens International Athènes                            | World Series | 125 000 $ | Terre (ext.) | Sergio Casal Javier Sánchez    | Richard Krajicek | 6-4, 6-3 |  |
| 2  | 02-10-1995 | Torneo de Tenis Comunidad de Valencia Lois Open Valence | World Series | 203 000 $ | Terre (ext.) | Tomás Carbonell Francisco Roig | Jack Waite       | 7-5, 6-3 |  |